# Punat
Punat je vesnice a opčina v Chorvatsku. Nachází se v Přímořsko-gorskokotarské župě na ostrově Krk.

## Geografie
Občina Punat má pouze dvě osady: Punat a Starou Bašku.
Obec na západě sousedí s městem Krk, na severu s obcí Vrbnik a na východě s městem Baška.
Punat se nachází na východním pobřeží Punatské zátoky, dlouhé přes tři a široké dva kilometry, na úzkém místě u moře. Hned nad obcí je nejvyšší hora ostrova Krk, s vrcholy Veli Vrh (541 m n. m.) a Obzovo (568 m n. m.).
Sousední města jsou: Kornić, nacházející se v Puntaroku a 3 km, jižní Baška je vzdálená 9 km, město Krk je 8 km daleko a Vrbnik 9 km. Most Krka leží 32 km od Punatu.

### Staré a nové (Buka) části Punatu
Punat byl vždy vesnicí se zaměřením na zemědělství. Rozvoj cestovního ruchu však charakter obce výrazně změnil. Dnes je stará a nová část Punatu zřetelně odlišná. Stará část Punatu sahá od severní části osady, k dnešnímu hotelu, který býval továrnou na těstoviny. Novější část Punatu se nachází jižně od hotelu a většina této nové části letoviska se nazývá Buka. Mezi starou a novou částí je v lese pobřežní čtvrti autokemp Pila, který je předměstím osady.
Ve staré části převažují malé, kamenné domy a v novodobé (19. a počátkem 20. století) jsou často uváděny v takzvané kale (např. Gornja a Donja kala).
Buka byla postavena po druhé světové válce, většinou v 80. letech 20. století a z vesnice se stalo moderní sídlo. Zpočátku žilo v Buce jen velmi málo obyvatel a tyto nové domy byly využívány pouze jako apartmány. To vedlo k řadě problémů, protože 10 měsíců v roce byla Buka zcela prázdná, což vyžadovalo veškerou infrastrukturu ve staré části obce. V nedávné době se však do Buky přestěhovalo mnoho obyvatel – především mladších generací, takže tento problém byl poněkud zmírněn.

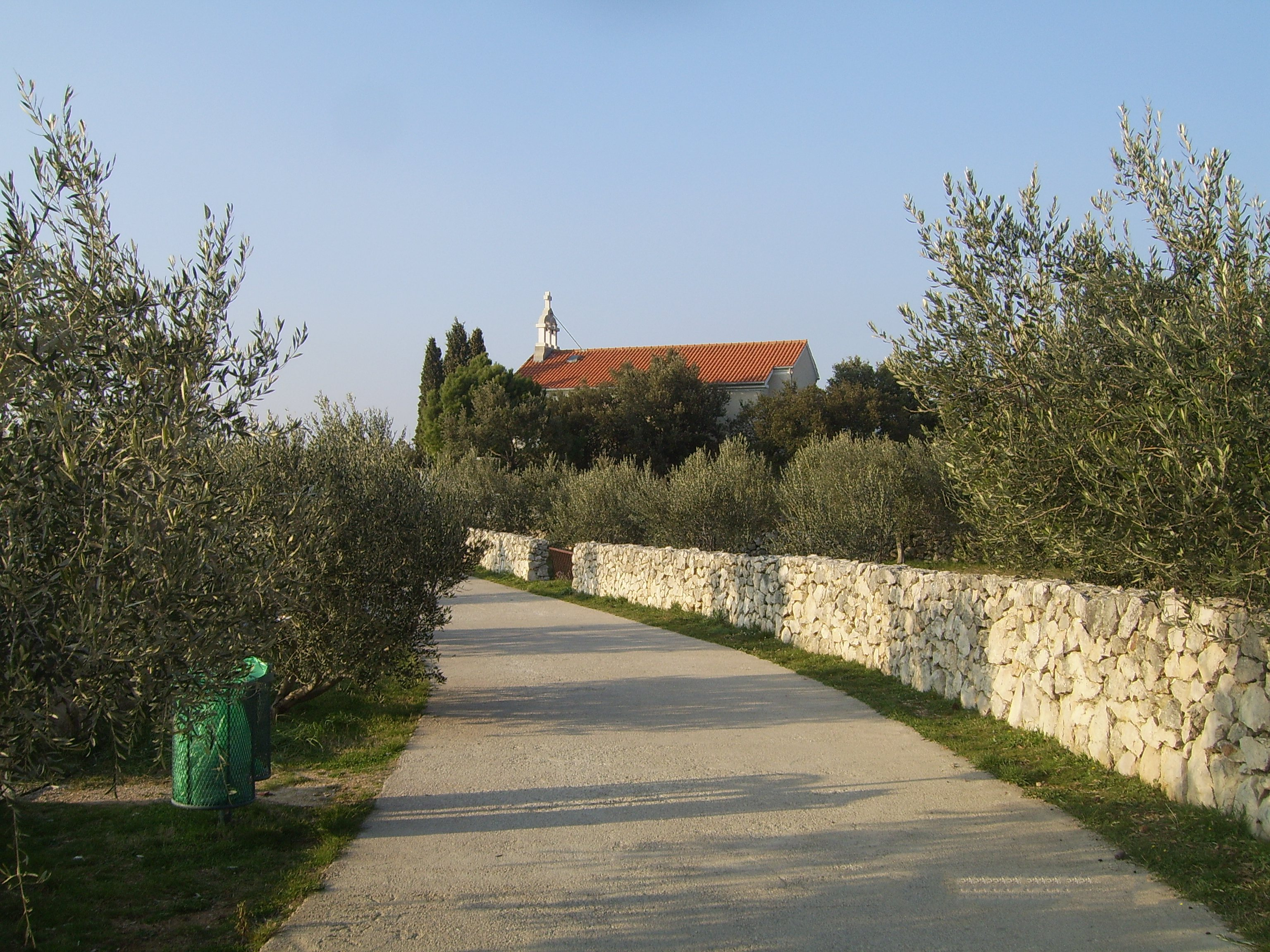
Chodník Ivana Brusića směrem do Buky

Buka se nachází na náhorní plošině, kde byl původně Punat umístěn. Tato oblast se nachází u ústí do Punatské zátoky. Odtud vychází název: latinsky Bocca znamená "ústa". Je stejného původu jako název lokality Pila, která se nachází na samém začátku zátoky, řecky he pile tj. vrata.

## Obyvatelstvo
Podle sčítání lidu z roku 2001 žilo v opčině 1876 obyvatel, z toho 1784 v Punatu.
Existují dva relevantní zdroje demografických dat Punatu: údaje Ústředního statistického úřadu a údaje diecéze na Krku. Tato data jsou často odlišná, protože diecézní obyvatelstvo Krku je původní a dočasně nepřítomné, takže počet obyvatel podle údajů církve je v zásadě podstatně vyšší, než počet podle údajů státních institucí.
První údaje o obyvatelstvu pocházejí z roku 1603, kdy zde žilo pouze 100 obyvatel. Existují čtyři údaje z 18. století; v roce 1720 zde žilo 306 obyvatel a ke konci století (1798) se počet obyvatel zvýšil na 500 obyvatel. V průběhu 19. století byla většina informací vedena v diecézi. Dle dalších údajů žilo v roce 1838 v Punatu 909 obyvatel a v roce 1850 1 100 obyvatel.
Po mnoho staletí byl počet obyvatel stejný nebo rostl velmi pomalu. Teprve ve druhé polovině 19. století došlo k prudkému nárůstu obyvatelstva a ve stejnou dobu začalo první oficiální státní měření obyvatelstva.

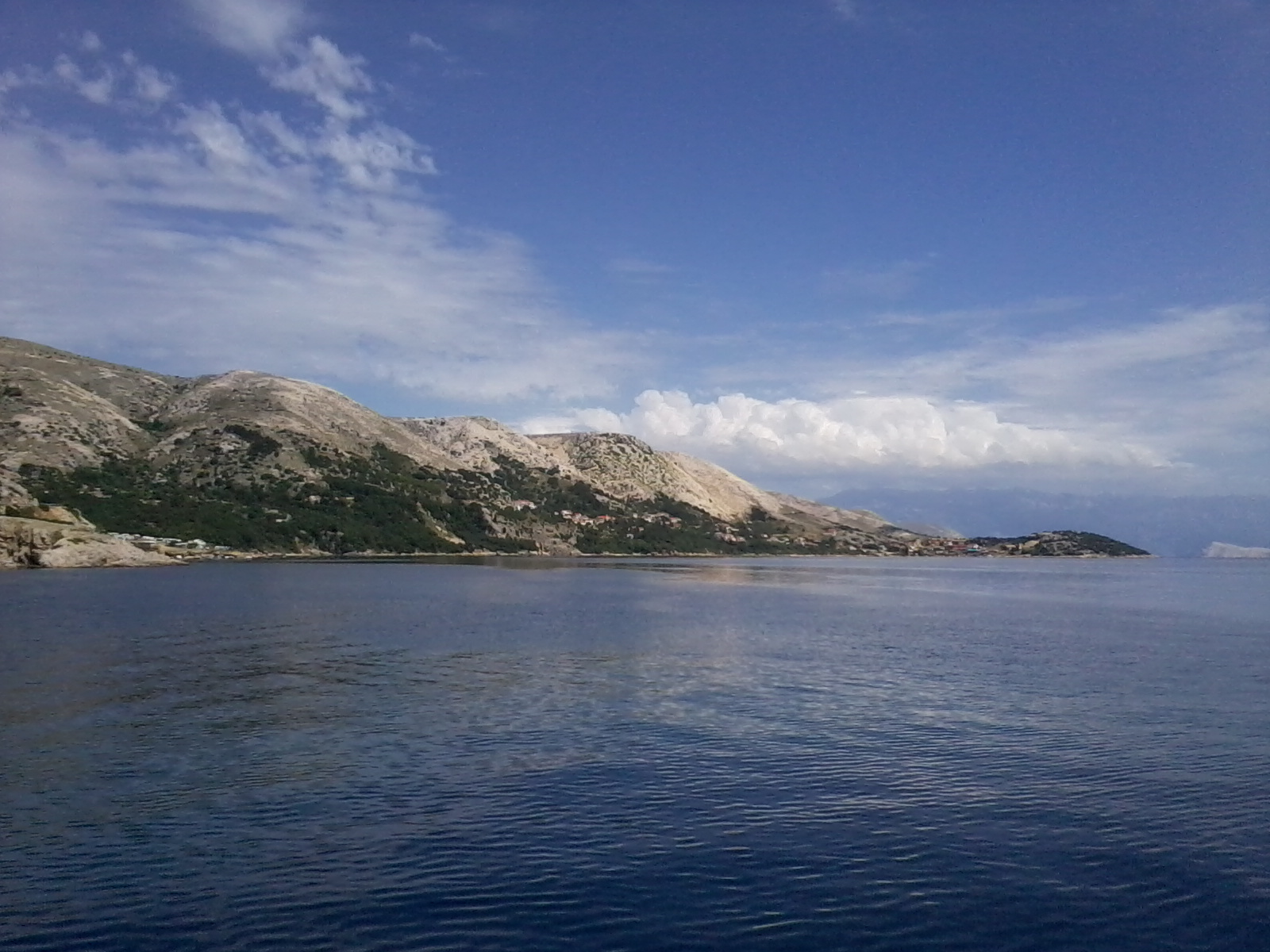
Stara Baška je jediná osada v Punatu

Podle údajů státních institucí a podle údajů diecéze na Krku existují troje hlavní období pohybu obyvatelstva od poloviny 19. století do současnosti.
První z nich bylo dlouhé období značně vysokého populačního růstu. Toto období trvalo až do roku 1939, kdy podle diecéze v Punatu žilo 3349 obyvatel, respektive do roku 1921, kdy podle údajů Státního statistického úřadu dosáhl Punat maximálně 2 626 obyvatel.
Potom nastalo období stagnace a poklesu počtu obyvatel, který trval až do roku 1971 a dle přesnějších údajů diecéze až do roku 1974. V tomto období se počet obyvatel snížil na polovinu. V roce 1971 bylo v obci zapsáno pouze 1390 obyvatel a dle údajů diecéze 1400 obyvatel. Důvodem vylidnění byl silný a dlouhodobý proces emigrace. Tento proces začal mnohem dříve, již na začátku 20. století, kdy mnoho obyvatel emigrovalo do Spojených států a pokračoval po druhé světové válce, ale méně výrazně na ostrovech a více ve větších městech, jako je Rijeka a Záhřeb. Dlouhodobý proces emigrace však vedl k nedostatku mladé populace, takže kromě emigrace byl pokles populace způsoben také negativním přirozeným růstem, zejména v padesátých letech. Například v roce 1929 se narodilo 49 a zemřelo 32 lidí; V roce 1950 se narodilo i zemřelo 28 lidí; V roce 1969 se narodilo pouze 8 nových obyvatel a 24 jich zemřelo, největší negativní přirozený růst byl zaznamenán v roce 1982: narodily se pouze 4 děti a 30 lidí zemřelo (všechna data dle diecéze na Krku).
Následovalo období opětovného vzestupu, současný mírný růst populace trvá 40 let a očekává se, že bude pokračovat ve svém lehkém nárůstu. Podle oficiálních údajů žilo v obci v roce 1971 nejméně 1 390 obyvatel a v roce 1981 1 546 obyvatel, v roce 1991 pak 1 696 obyvatel a podle sčítání lidu v roce 2001 1 784 obyvatel. Důvodem opětovného růstu obyvatelstva je významný ekonomický rozvoj celého ostrova a také samotného Punatu, což je důvod, proč emigrace většinou přestala: mnoho obyvatel se vrátilo a významný je i počet přistěhovalců. Ve skutečnosti místní obyvatelstvo není schopno pozitivního přirozeného růstu, ale přistěhovalectví zvyšuje celkový počet obyvatel.
Velká část oficiálních obyvatel však pracuje nebo je vzdělávána v Rijece, takže počet obyvatel s trvalým pobytem je podstatně menší a podle tvrzení farního úřadu Punat žije v obci asi 1 200–1 400 osob s trvalým pobytem.
V létě se počet obyvatel v důsledku rozvinutého cestovního ruchu několikrát zvyšuje. Kromě hotelu se zde nachází i mnoho chat a apartmánů a tři kempy. Na začátku srpna se vyskytuje v oblasti Punatu přibližně 10 000 lidí.

## Politika
Od osamostatnění Chorvatska se v Punatu vystřídalo několik různých místních samospráv. Kromě stran PGS a SDP jsou také časté účasti nestranických kandidátů.
V obci se nachází také místní rada Staré Bašky. Současný starosta Punatu je Marinko Žic z SDP.

## Název místa
Existuje několik teorií původu názvu Punat.

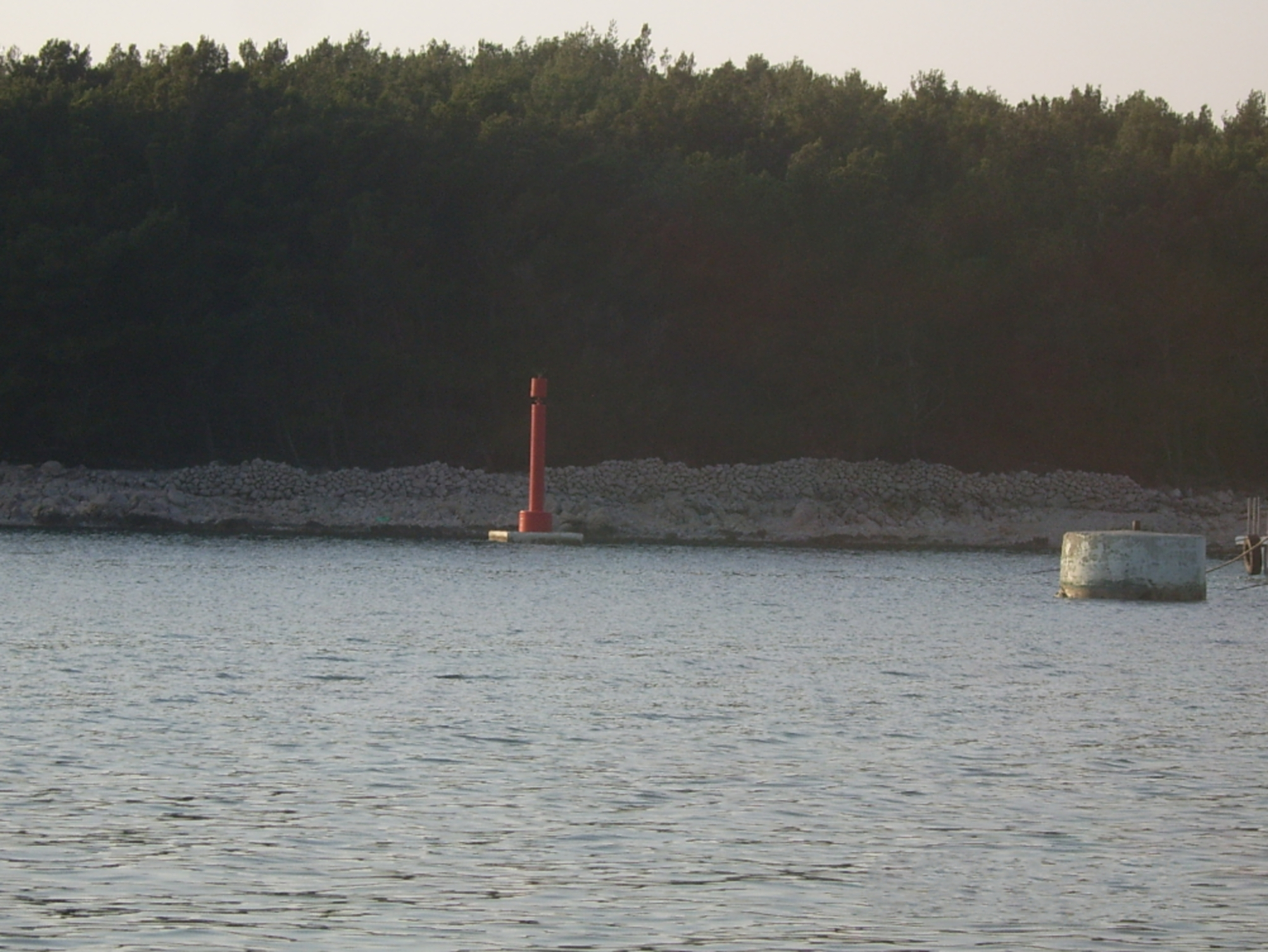
“Baba” a “Deda”, pozůstatky nosných sloupů bývalého mostu mezi poloostrovem Prnib a Pile (nyní část Punatu)

V místní legendě se praví, že jméno Punat pochází z latinského slova "Pons" – most, nebo v italštině Ponte, protože v římských dobách existoval most přes úzký vjezd do Punatské zátoky směrem k městu Krk. Podle této legendy u vchodu do Punatské zátoky byly pilíře. Dodnes jsou u vchodu do zátoky pozůstatky dvou velkých pilířů, použité jsou majáky, z nichž první je nazýván “Baba” a druhý “Deda”. Později, když se v roce 1892 začaly prohlubovat vstupy do zátoky, aby se do ní lépe dostaly větší lodě, byly vykopány kusy železa s hroty, které měly sloužit jako základy mostu. Podle této legendy sloužil most obyvatelům sousedního města Krku pro rychlejší návštěvy oblasti dnešní Buky, kde obdělávali půdu.
Farář v důchodu z Punatu a historik Alojzije Ragužin zmiňují čtyři další možné vzniky jména:
Jméno Punat pochází ze slova pun (plný) a přípony -at. Existuje velké množství jmen míst na pobřeží Jaderského moře, zakončených příponou, například Barbat, Čikat, Molat, Kornat. Kromě toho je v chorvatštině spousta přídavných jmen, která končí příponou -at: bradat, brkat, rogat, ... takže jméno by bylo adjektivem slova plný.
Podle druhé teorie název pochází z řeckého slova Ho Pontos, což znamená moře. Podle místní legendy Řekové přišli do Krku a hledali poklady skryté jejich předky, je tedy možné, že menší osada byla i v místě dnešního Punatu. Kostel sv. Jiří na místě Malého krasu vznikl v době starého Řecka. Ačkoli nedávná studia nenalezla o tomto žádný důkaz a kostel byl datován až do 13. století, mnoho obyvatel této legendě stále věří.
Podle třetí teorie jméno pochází ze starého ilýrského jazyka. Na podporu této teorie poukazují mnohé nálezy velké přítomnost Ilýrů v této oblasti. Obzvláště významné pozůstatky bývalé velké ilyrské pevnosti na hoře Kaslir jižně od osady a mnoho Ilirských hrobů.

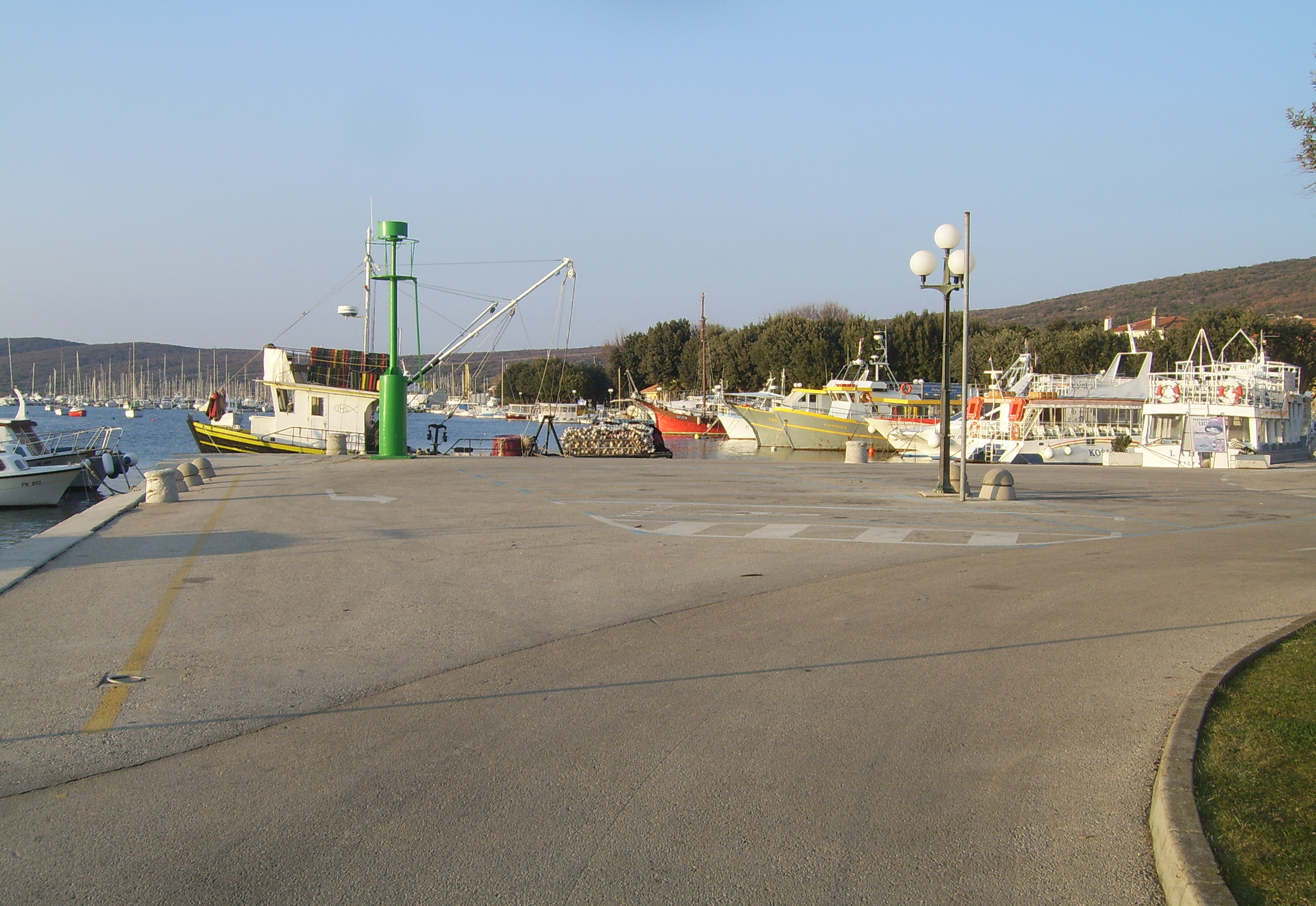
Pobřeží v Punatu, v místním čakavském nářečí Punćala

Jméno pochází ze slova Veclisun v dialektu Veclisunu, který se vyvinul z latinského slova Pons, v tomto dialektu však slovo neznamenalo most, ale desku, na kterou loď přišla z pevniny. Podle této teorie v oblasti Punatu bylo přístaviště lodí.
Kromě nich lze zmínit další teorii. Je založena na umístění původního Punatu, místního toponyma. Jmenovitě podle této teorie jméno místa pochází ze slova “punta”, římské slovo pro “bod”. Dnes se často používá na celém pobřeží Jaderského moře. Bývalý Punat se nacházel na území dnešní Buky, tam, kde je dnes nová část osady. Pobřeží před Bukou se nazývá Punta Debij. Podle této interpretace dostal Punat své jméno právě podle tohoto mysu, tj. Body. Dokonce i dnes, nejstarší obyvatelé Punatu často říkají "na Punti" místo "Na Puntu". Toto není specifikum místního čakavského nářečí, ale je to jedinečný úkaz.

### Aleksandrovo
Mezi 1921 a 1943 se Punat nazýval Aleksandrovo k poctění krále Alexandra. Rozhodnutí o přejmenování učinili místní obyvatelé (obecní rada) téměř jednomyslně. Důvodem tohoto přejmenování bylo velké nadšení obyvatel Punatu z Alexandrovy agrární reformy z roku 1919, která je podpořila, protože pěstovali na půdě bohatých vlastníků půdy z tehdy nejvýznamnějšího italského města Krk. Aleksandrovo, jak se Punat nazýval, se označuje obzvláště v anglosaském světě, případně lze nalézt označení Aleksandrovo-Punat.
Účinky této agrární reformy však nebyly ve zbytku státu účinné. Mnohem důležitějším důvodem, proč obecní úředníci změnili název místa, byla politika té doby. I když ostrov Krk nebyl v tajné dohodě slíben Itálii, na východním pobřeží Jaderského moře měli Italové stále mnohem větší nároky, než slíbila zmíněná dohoda. Italská armáda obsadila celý ostrov 15. listopadu 1918 a proběhlo mnoho konfliktů s místními obyvateli téměř ve všech osadách kromě města Krk. Odpor vůči italské okupaci byl v Punatu obzvláště silný. Největší strach přinesl den po uzavření Rapallské smlouvy 13. listopadu 1920, kdy byli italští fašisté pod vedením D'Annunziho vpuštěni do Krku. Jejich lidé pod záštitou okupační italské armády spálili domy, zabili ostrovany, napadli vesnice, zničili a vykradli kostely a kláštery. Punat a Dobrinj byly také napadeny děly, ale ozbrojení vesničané oponovali útočníkům a odrazili jejich útoky. Po odchodu lidí D'Annunziho 9. ledna 1921 a později i italské armády 24. dubna téhož roku byl ostrov osvobozen. Za těchto okolností obecní rada Punatu na počest tehdejšího krále království SHS Aleksandera změnila jméno místa v Aleksandrovo.

## Historie
Stopy osídlení existovaly od pravěku, pak v době Illyriů a starověkého Řecka a Říma.
Punat je poprvé zmíněn v písemných dokumentech v roce 1377 a to jako Villa di Ponte. Podle záznamů se obyvatelé oblasti Punatu usadili u knížat na Krku, aby chránili přístup k mostu a Punatské zátoce, a tak i zázemí města Krk.
Do 19. století byla vesnice rybářská a od té doby začal rozvoj cestovního ruchu a stavba lodí.

## Hospodářství

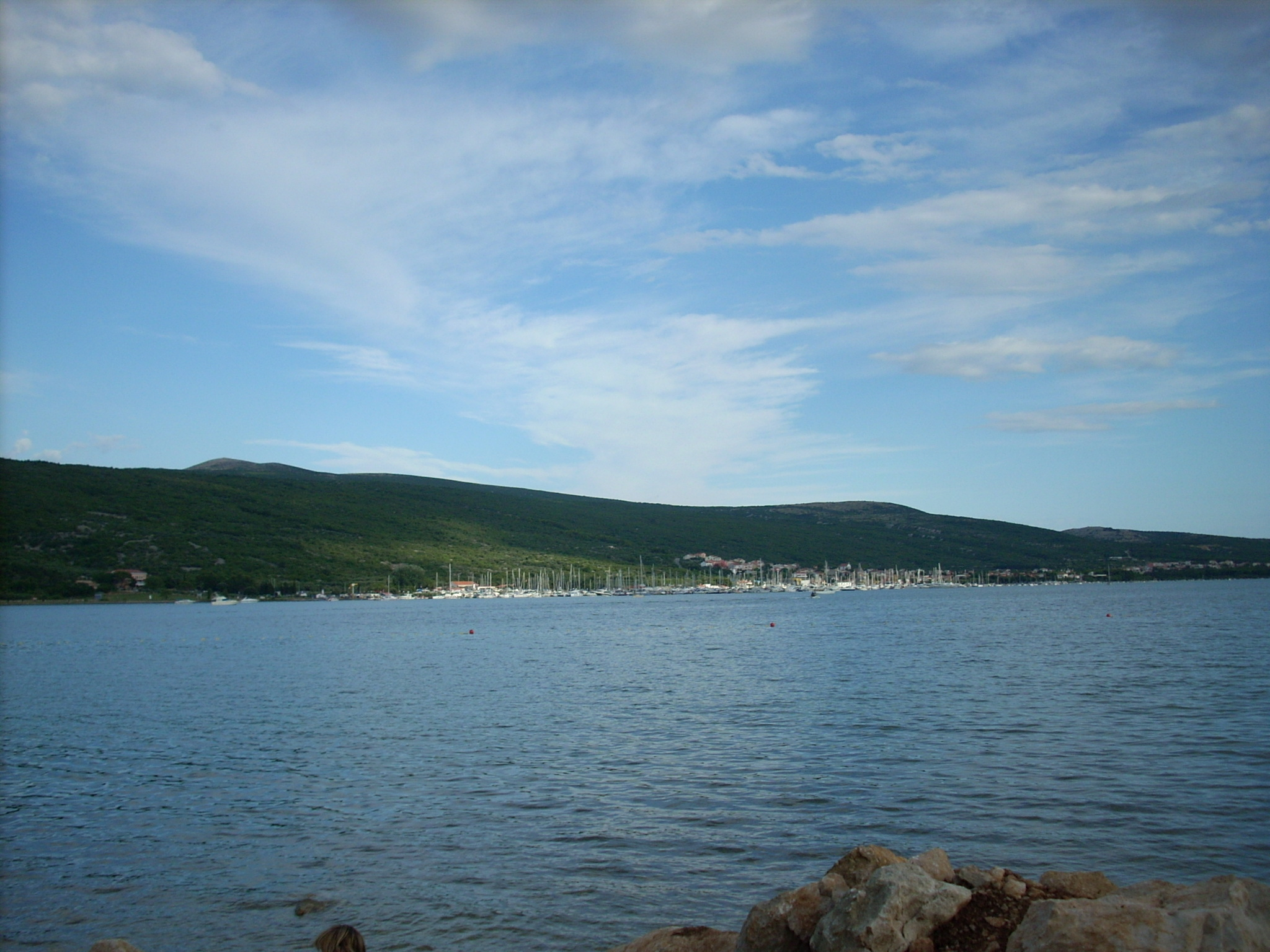
Pohled na přístav v Punatu z lokality Dunat

Punat existoval i ve středověku, takže ekonomika byla zemědělská.
Vinařství a pěstování oliv byly nejdůležitější činností všech rodin v Punatu. Kvůli velkému nárůstu populace v pozdním 19. a na začátku 20. století se Punat stal největším sídlem na ostrově Krk, což ovlivnilo ekonomiku využívání všech přírodních zdrojů. Aby obec přilákala velké množství rodin (často čítající více než 10 členů), území se rozšířilo daleko za hranice obce, od území Staré Bašky a Vrbniku, podél města Krk, až po Šotoventu. Některé z největších vinařských oblastí, které jsou obhospodařovány místními obyvateli, byly na Piciku (oblast západně od města Krk, v blízkosti moře, chráněné před bórami), Prnibě (poloostrov mezi městem Krk a Punatem, který je ze tří stran obklopen mořem, protože jih uzavírá Punatskou zátoku), Runtele (severovýchodně od Punatu, na kopci). Nejdůležitější olivové háje se nacházejí především podél pobřeží Punatské zátoky, začínají od Punatu, přes obec Kornić, až po město Krk.

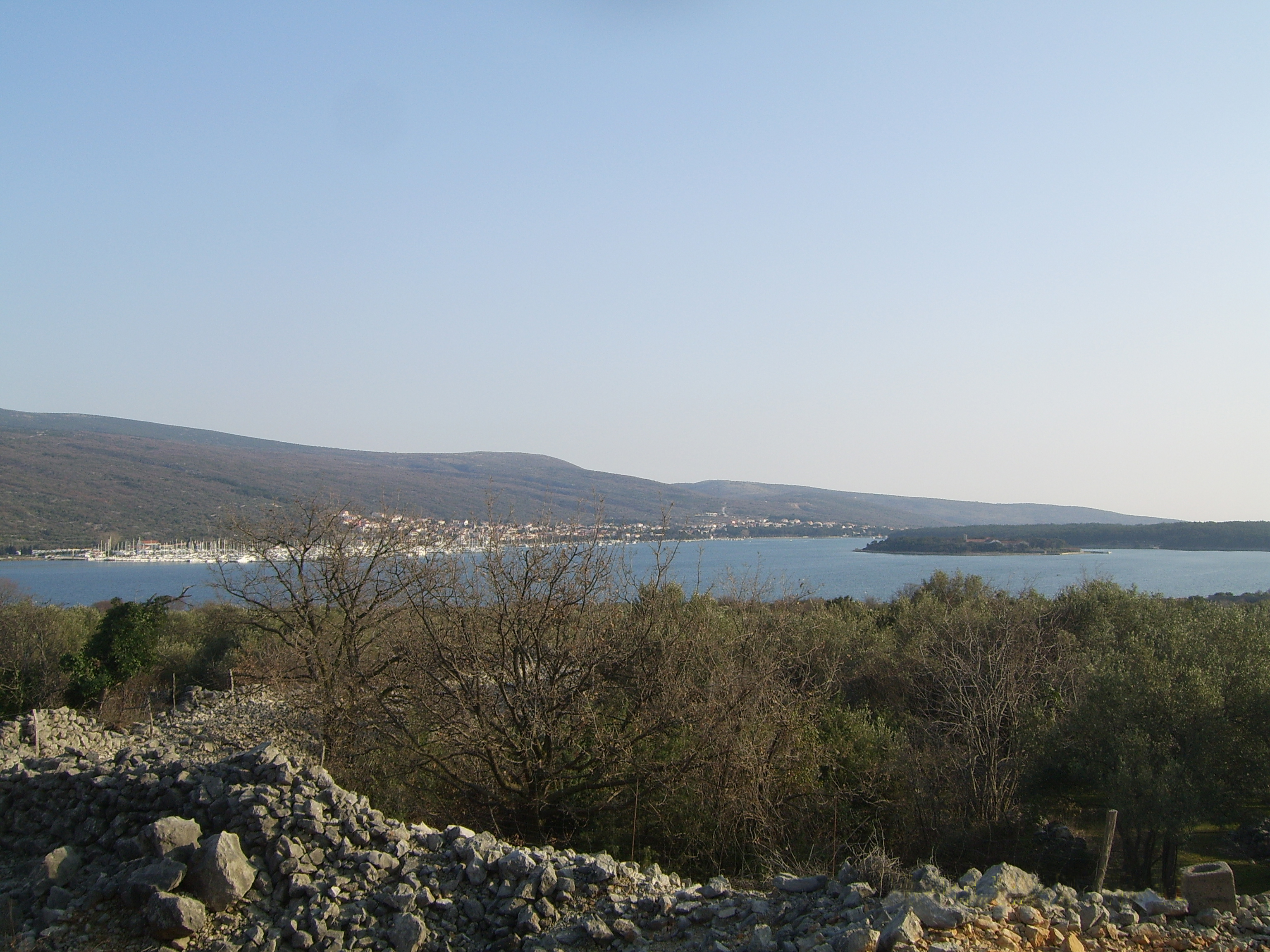
Pohled ze sousední vesnice Kornić na Punat a Košljun

Na jih od obce je území vesnice Sus, které je podstatně menší než například území Vrbniku, ale je bohaté na úrodnou půdu. Na těchto místech byla pěstována pšenice, kukuřice a brambory. Dnes je území zcela opomíjeno.
Důležitým odvětvím zemědělství byl rybolov a chov ovcí.
Kromě zemědělství se obyvatelé od 19. století zabývají stavbou lodí, zejména dřevěných. Dnes se nachází v Punatu loděnice, která slouží primárně k opravám lodí. Vzhledem k tomu, že v obci působí Marina Punat, tak je v loděnici stále více jachet renovováno a opravováno.
Mezi válkami byl Punat také sídlem parní společnosti.

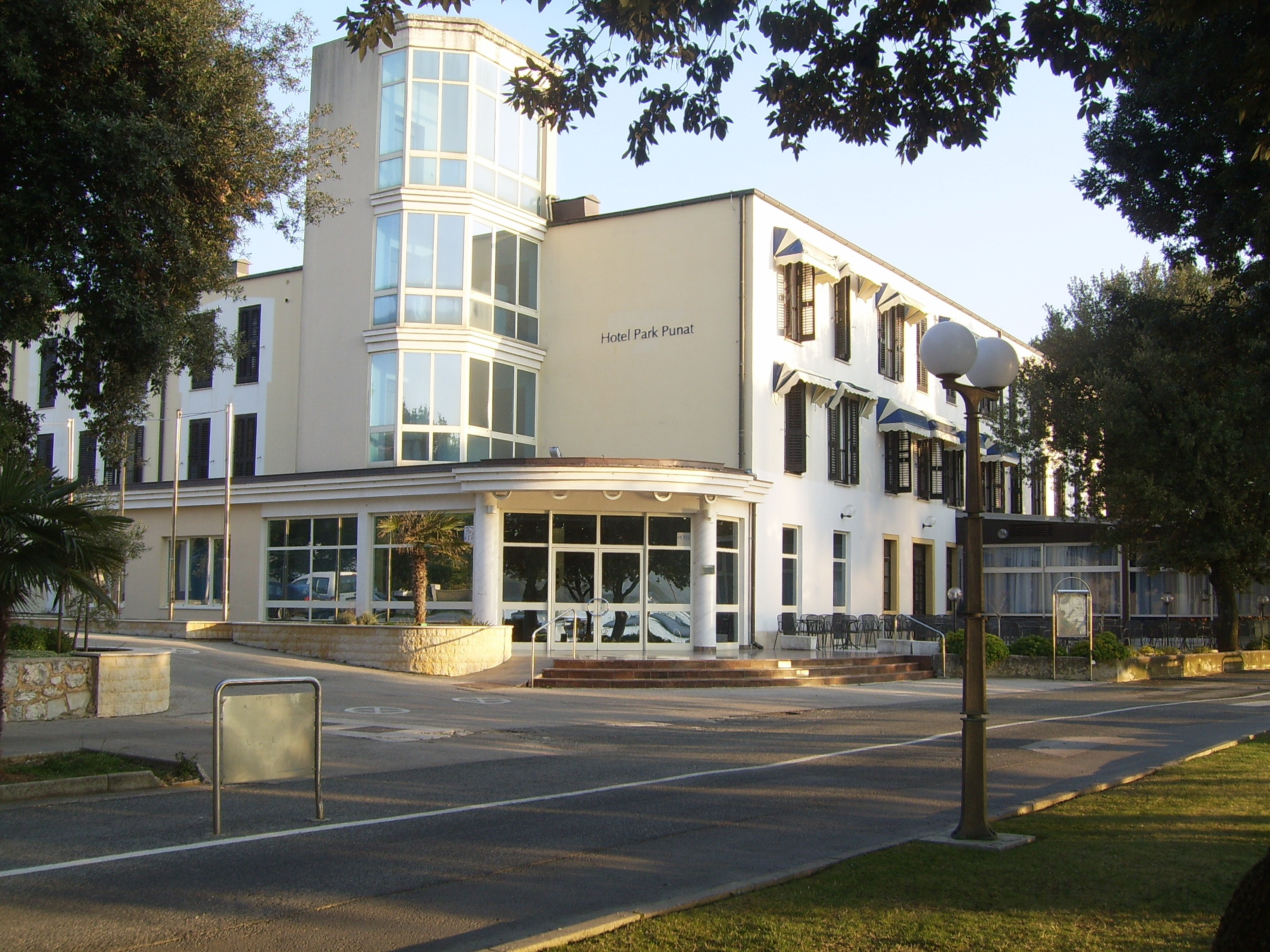
Největší ze tří hotelů v Punatu

Dnes je nejvýznamnější v Punatu cestovní ruch, zejména námořní, protože Punat má nejstarší a jeden z největších přístavů na východním pobřeží Jaderského moře. K dispozici je také velký hotel s apartmány a dva menší hotely. V místě je velký autokemp a jeden menší, dva kilometry od Punatu je naturistický kemp v zálivu Konobe. Kromě toho se mnoho rodin z obce podílí na pronájmu bytů a pokojů.
Velice důležitý význam má kdysi rozvinuté zemědělství, výroba olivového oleje a rybolov. Když během chorvatské války za nezávislost v devadesátých letech v Punatu poklesl turismus, tak se obyvatelé vrátili k pěstování oliv jako k důležitému zdroji příjmů. Mnoho opuštěných olivových hájů bylo obnoveno. To bylo taktéž přínosem pro všeobecné povědomí o Chorvatsku a o kvalitě chorvatského olivového oleje, takže po skončení války pokračovala obnova starých a tvorba nových olivových hájů. V té době byla výrobna olivového oleje v Punatu jediná na ostrově, dnes je v Punatu několik výroben olivového oleje. Obnova a rozvoj pěstování oliv podporovalo zvýšení poptávky, což vedlo ke zvýšení cen olivového oleje. Dnes je olivový olej z Punatu známý i za hranicemi státu jako mimořádně kvalitní. Získal řadu ocenění na národních i mezinárodních soutěžích za kvalitu olivového oleje. V Punatu vzniklo „Centrum pro středomořské zemědělství Přímořsko-gorskokotarské župy,“ dnes „Centrum pro udržitelný rozvoj ostrovů severního Jadranu“. To zajišťuje vzdělávání v rámci výroby olivového oleje a organizaci událostí, jako jsou "Dny oliv", které propojují cestovní ruch a pěstování oliv a přispívají k podpoře a zhodnocování tohoto odvětví zemědělství.
Na rozdíl od sousední obce Vrbnik, kde ve vinařství působí mnoho obyvatel, se v Punatu dnes oblasti vinařství věnuje jen velmi málo obyvatel, a to převážně pro své vlastní potřeby.
Kromě výše uvedených aktivit je v Punatu spousta obchodů a služeb.
V roce 2009 byla v Punatu založena letecká společnost, jejíž tři letadla mají svůj přístav na letišti "Rijeka" u Omišalje.

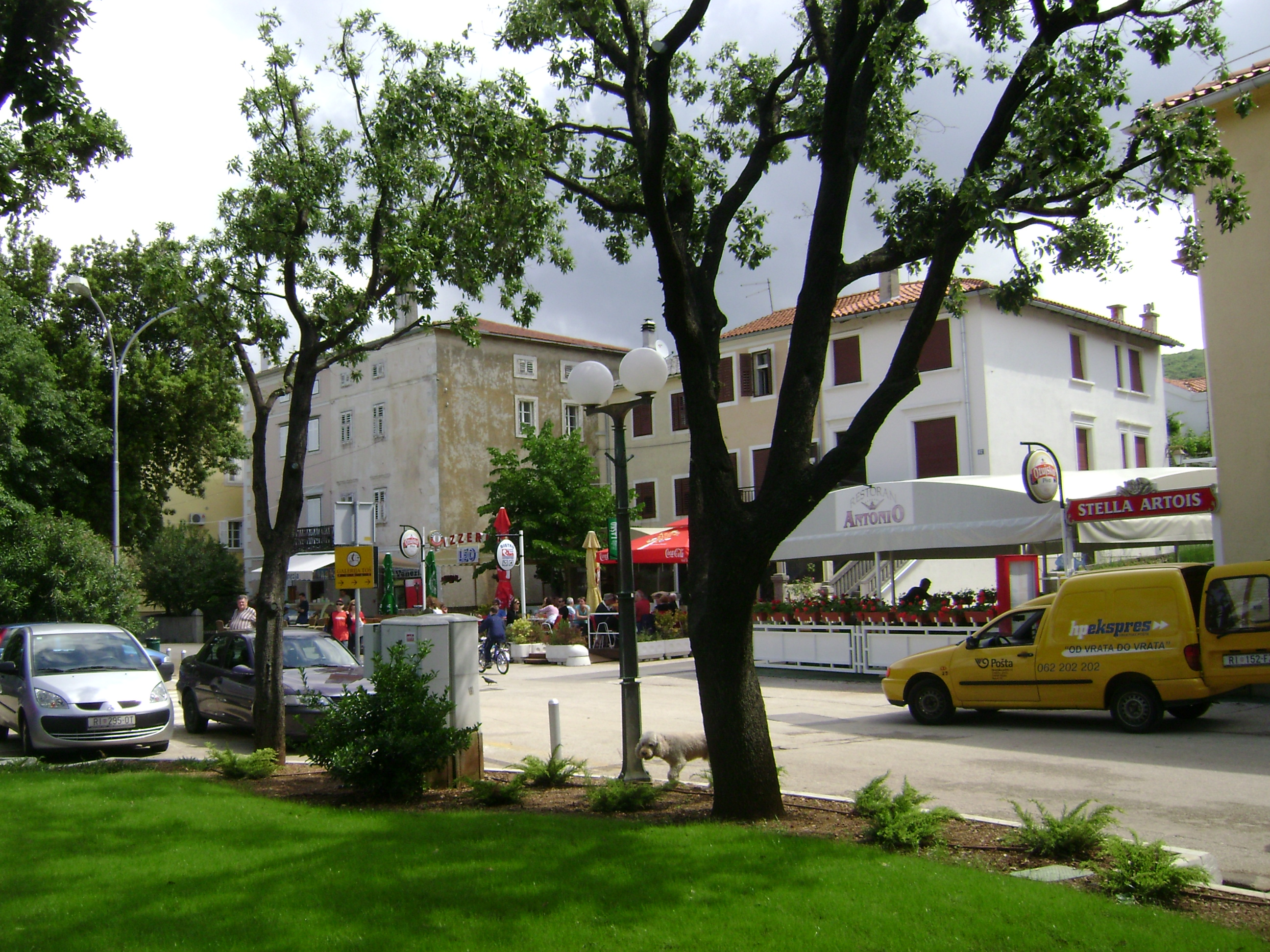
Fotografie z centra Punatu

## Osobnosti
- Antun Bonifačić (1901–1986), chorvatský emigrantský novinář a politik
- Antun Karabaić (1832–1906), chorvatský kulturní pracovník a katolický kněz
- Francisco Orlich Bolmarcich, prezident Kostariky 1962–1966
- Franjo Orlić Ladić, dědeček Františka Orlicha Bolmarcich, ekonomický emigrant v Kostarice v roce 1873, zakladatel rakousko-chorvatské parní plavby se čtyřmi loděmi, které na pravidelných linkách jezdily na Kvarneru. Také založil továrnu na těstoviny v Punatu (spolu s Antonicem Žicou). Jeden ze zakladatelů "Kupališnog društva" v Punatu (1905).). Franjo Orlic postavil "Vilu Kostarika" v rodném Punatu.
- Alojzije Ragužin, vysloužilý kněz a autor série knih o Punatu, mezi nimi jsou Punat 1 a Punat 2, obdržel cenu Punatu za celoživotní dílo.[5][6]
- Nikola Bonifacic Rožin (1913–1995), chorvatský spisovatel a folklorista
- Nikola Žic, chorvatský geograf a kulturní historik

## Památky

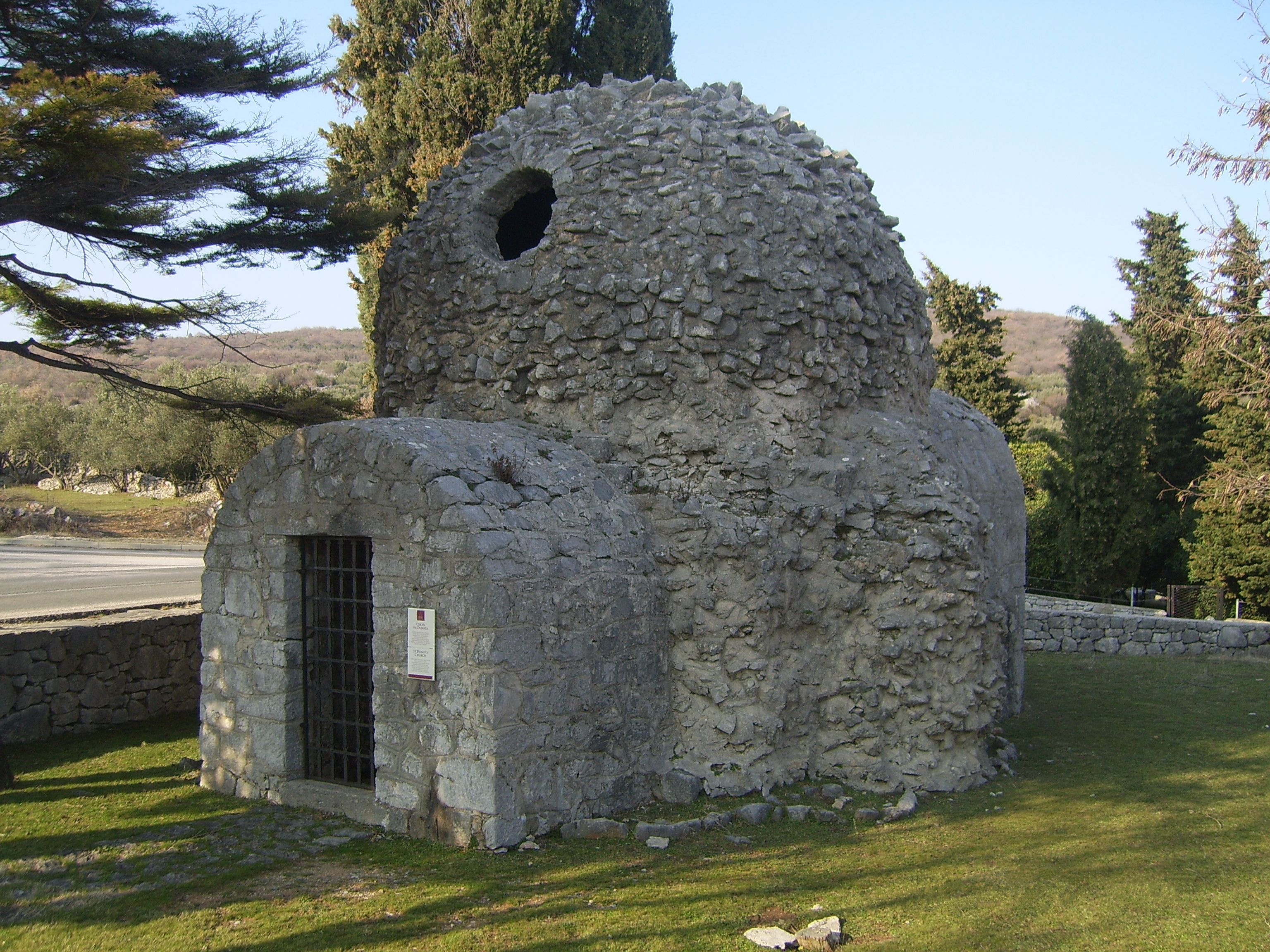
Crkva Sveti Dunat u Punatu je stará chorvatská architektura. Během druhé světové války byla většina kostela zničena

- Crkva sv. Dunata z 9. století na Dunatu (stará chorvatská architektura)
- Základy kostela sv. Petra ze 6. století v Kanajtu
- Rekonstruovaný kostel sv. Jurja ze 13. století na místě Mala Krasa
- Zříceniny kostelů Sv. Jerons na místě nad zátokou Zala ve Staré Bašce
- Vykopávky vojenského komplexu v místě Mir nad Surbovo zátokou ve Starém Bašce
- Františkánský klášter Košljun, na stejnojmenném ostrově v Punatské zátoce. Byl založen benediktiny v 11. století, a v roce 1447 převzat františkány. Barokní klášterní kostel je z počátku 18. století.

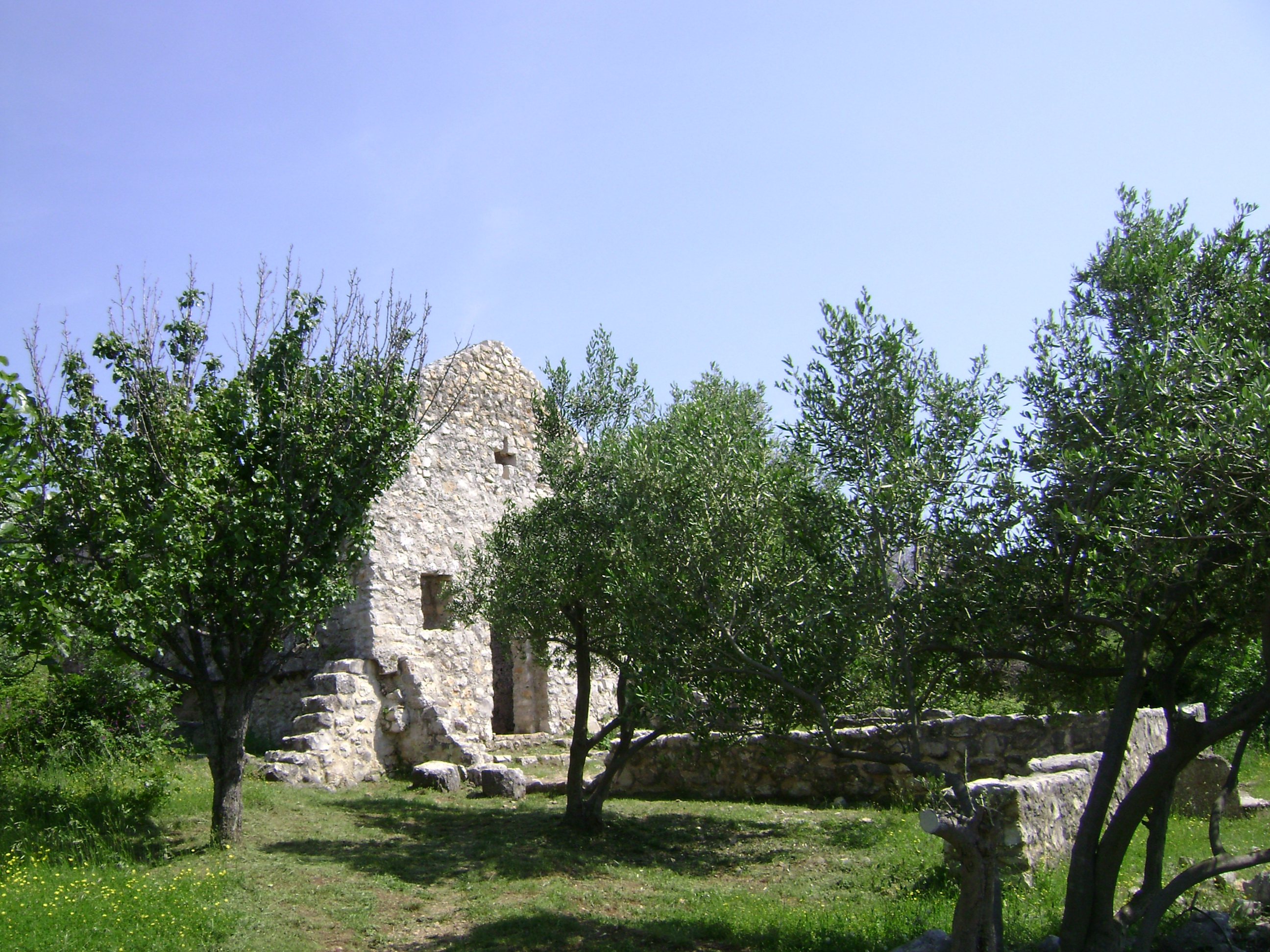
Crkva sv. Jeronýma nad zátokou Zale u Staré Bašky

- Farní kostel sv. Trojice z roku 1773. Ten byl několikrát rozšířen, současná podoba pochází z roku 1934.
- Vila Kostarika z počátku 20. století
- Kostel sv. Mikuláše na Buce byl postaven v roce 1910.

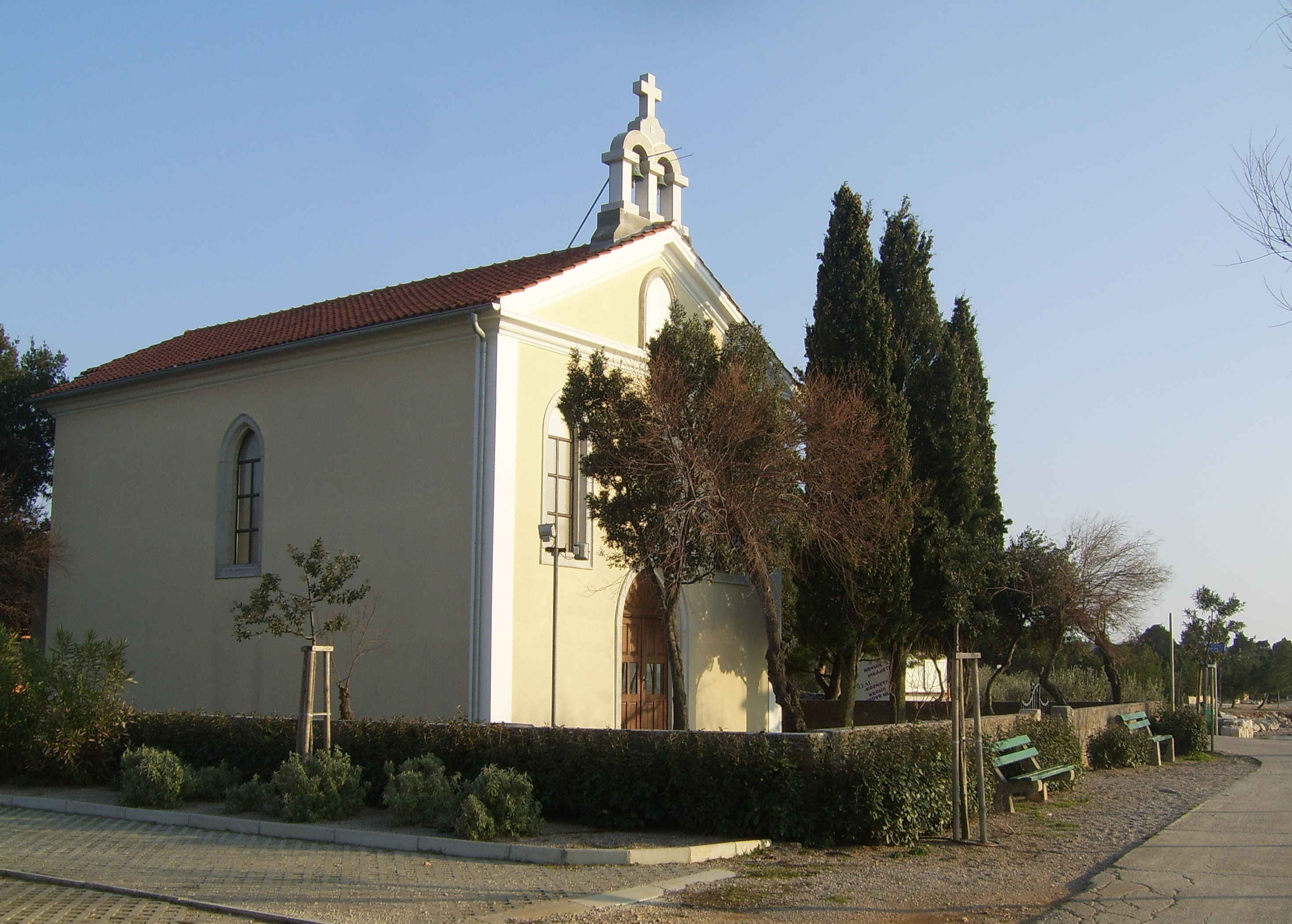
Kostel sv. Mikuláše (Mikule) u Buki, těsně u vjezdu do Punatské zátoky

## Školství
V Punatu se nachází základní škola Františka Kryštofa Frankopana (Fran Krsto Frankopan), s oddělení budovou ve Staré Bašce.

## Kultura

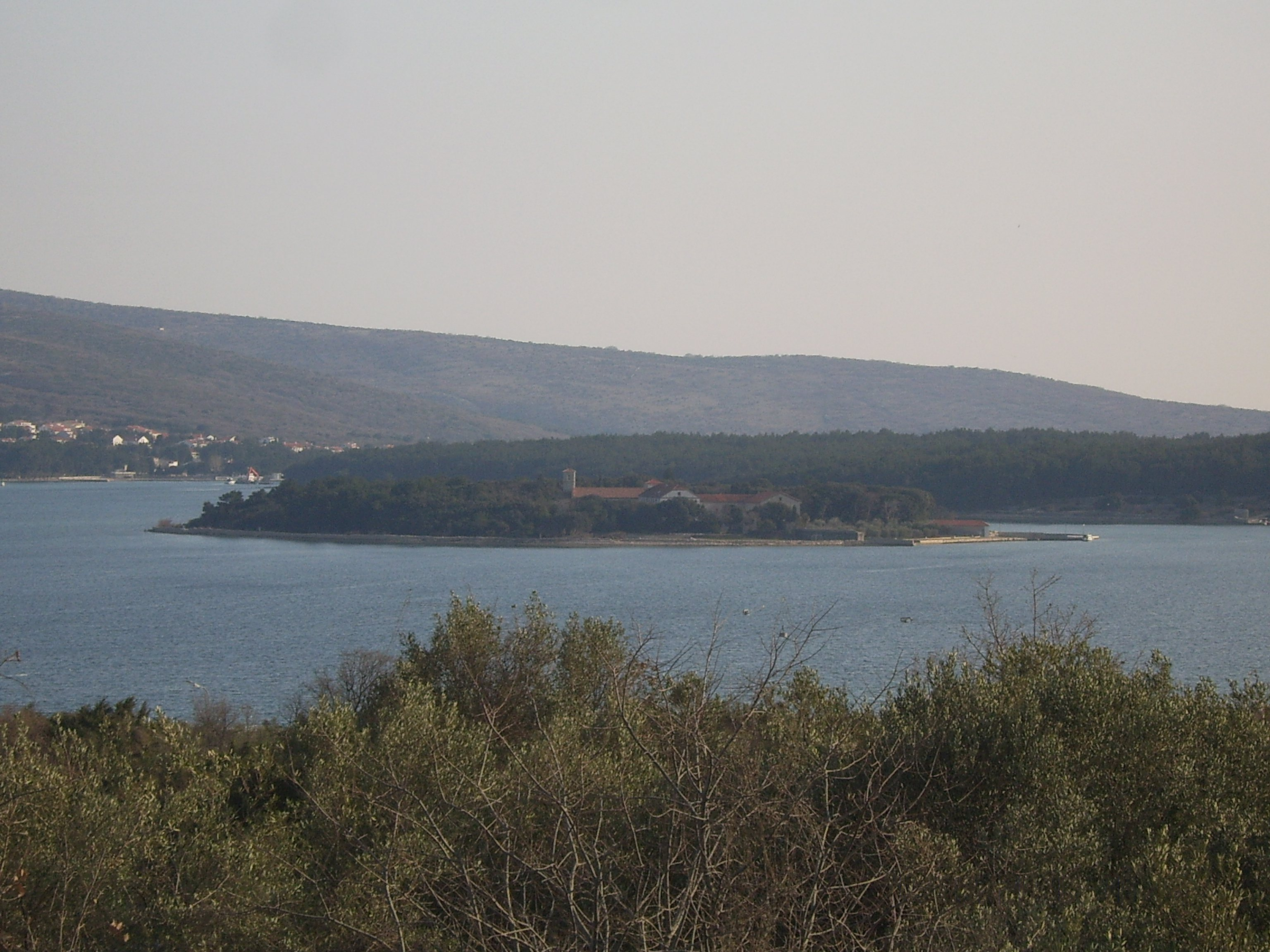
Ostrov Košljun v Punatské zátoce s františkánským klášterem z 15. století

Punat provozuje galerii Toš a v provozu je i malá rodinná galerie. Až do 90. let minulého století bylo v Punatu jediné kino na ostrově.
Během léta se konají koncerty vážné hudby na Košljunu.
KUD Punat byla založena v roce 1973. Funguje ve třech sekcích: folklór, tamburitza orchestr a mužská raka raketa.

## Svátky
- 30. listopadu se slaví den obce a farnosti; svatého Ondřeje – Andrinja
- V Punatu se zachovalo mnoho starých zvyků, jako je "Maj" a mnoho masopustních zvyků.

## Sport
- V létě se koná tradiční mini-turnaj, jehož spolupořadateli jsou MNK Punat a obec.[7][8]
- Od roku 1984 Yacht Club Punat organizuje mezinárodní regatu "Croatia Cup" na ostrově Krk.[9][10]

## Ekologie
S ohledem na uzavřenost Punatské zátoky se jedná o ekologicky citlivou oblast. Ekologickou stabilitu zátoky narušuje pouze existence sídel na břehu, které v létě výrazně narůstají v důsledku přílivu turistů. Přirozená rovnováha zátoky je narušena velkým počtem lodí vesničanů a zejména existenci mořských přístavišť (800 v moři i tzv. 500 suchých doků) a loděnic. Starší vesničané tvrdí, že moře bylo kdysi čisté a s více rybami. Dnes je moře velmi zakalené a žije v něm málo ryb. Rozpad moře také přispívá k bahnitému dnu, které je pod vlivem motorových člunů, a vede k menší průhlednosti moře. Rybaření v zátoce je zakázáno.

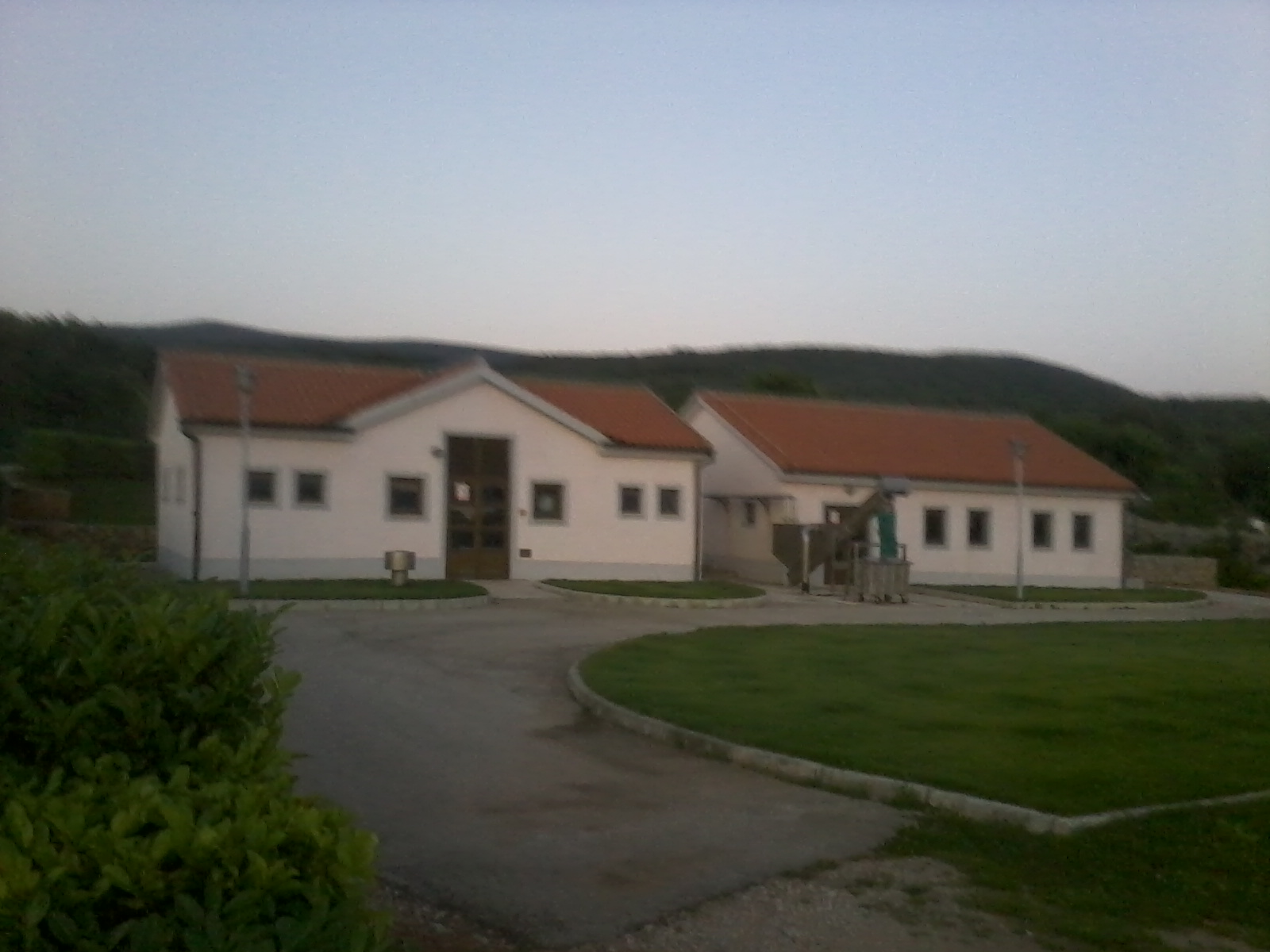
Čistička odpadních vod v Punatu. Byla postavena v roce 2002. Výrazně zlepšila čistotu a kvalitu moře

Aby se moře ještě více neznečišťovalo, tak Marina Punat vynakládala značné úsilí na vybudování infrastruktury, takové, aby znečištění moře bylo co nejmenší. Důkazem je, že Marina Punat byla první v Chorvatsku, která získala modrou vlajku. Modrou vlajku získala také nejznámější místní pláž "Punta De Bilj".
Punat je také jedním z mála míst na ostrově Krk, který má kanalizační síť s výstavbou zahájenou v roce 1988, a je stále modernizována a rozšiřována. Mimořádně důležitá byla výstavba moderní čistírny odpadních vod poblíž lokality Kandija jižně od Punatu v roce 2002. Veškeré srážky a splašky z kanalizační sítě jsou odváděny mimo kanalizaci Punatu.
Místní turistické sdružení každoročně pořádá ekologickou a vzdělávací akci "Punatská zátoka, pro všechny z nás", během které se čistí moře, dno a břeh.

## Partnerská města
- Obec Forcola ("Comune di Forcola") – Itálie